# Odlum Brown Vancouver Open 2010
Die Odlum Brown Vancouver Open 2010 waren ein Tennisturnier der ATP Challenger Tour 2010 für Herren und ein Tennisturnier des ITF Women’s Circuit 2010 für Damen in Vancouver. Sie fanden zeitgleich vom 2. bis 8. August 2010 statt.